# Salomè con la testa del Battista (Sebastiano del Piombo)
Salomè con la testa del Battista è un dipinto a olio su tavola (54,9x44,5 cm) di Sebastiano del Piombo, databile al 1510 circa e conservato nella National Gallery di Londra.

## Storia e descrizione
L'opera, che potrebbe raffigurare anche Giuditta con la testa di Oloferne (anche se la presenza del vassoio fa pensare più a una Salomè), è riferita al 1510 circa sulla base della somiglianza della modella con la Maddalena nella Pala di San Giovanni Crisostomo, dipinta dal giovane Sebastiano del Piombo in quegli anni. Con un vestito pressoché identico, la ragazza compare anche nel Ritratto di donna come vergine saggia, alla National Gallery di Washington. Potrebbe trattarsi dell'amante del pittore in quel frangente. Non è detto che, come succede in altre opere successive, la testa del Battista, pure fortemente caratterizzata fisiognomicamente, contenga necessariamente un autoritratto dell'artista.
Ritratta a mezza figura e di profilo col capo girato verso lo spettatore, coerentemente con gli studi compositivi che si ritrovano anche nella pala della chiesa veneziana, la ragazza occupa metà della scena sullo sfondo di una parete scura, mentre la metà destra, verso cui si protendono le sue braccia che reggono il vassoio con la testa maschile decapitata, è abbellita da una veduta crepuscolare della campagna, in cui si scorge un edificio rurale e qualche alberello. L'attenzione del pittore dovette rivolgersi alla resa volumetrica della figura, esaltata dall'illuminazione decisa sullo sfondo scuro, alla resa del raso della manica e della complessa arricciatura al gomito della camicia bianca sottostante, oltre che, soprattutto, alla penetrazione psicologica del ritratto della modella. Giovanissima, bella ma con qualche imperfezione, dallo sguardo fermo ma che tradisce una qualche timidezza, la sua figura appare ispirata alle realizzazioni di quegli anni di Giorgione e Tiziano, ma si distingue da esse per una vena realistica ben più spinta e una freschezza del quotidiano inedita.
L'opera è entrata nel museo nel 1910, con il lascito Salting.

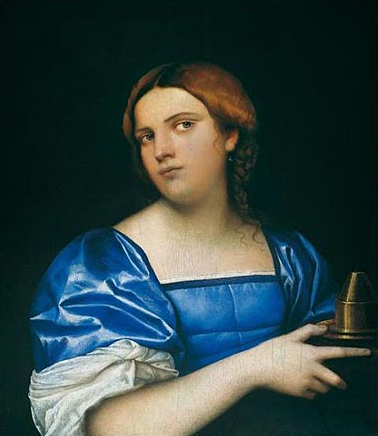
Ritratto di donna come vergine saggia
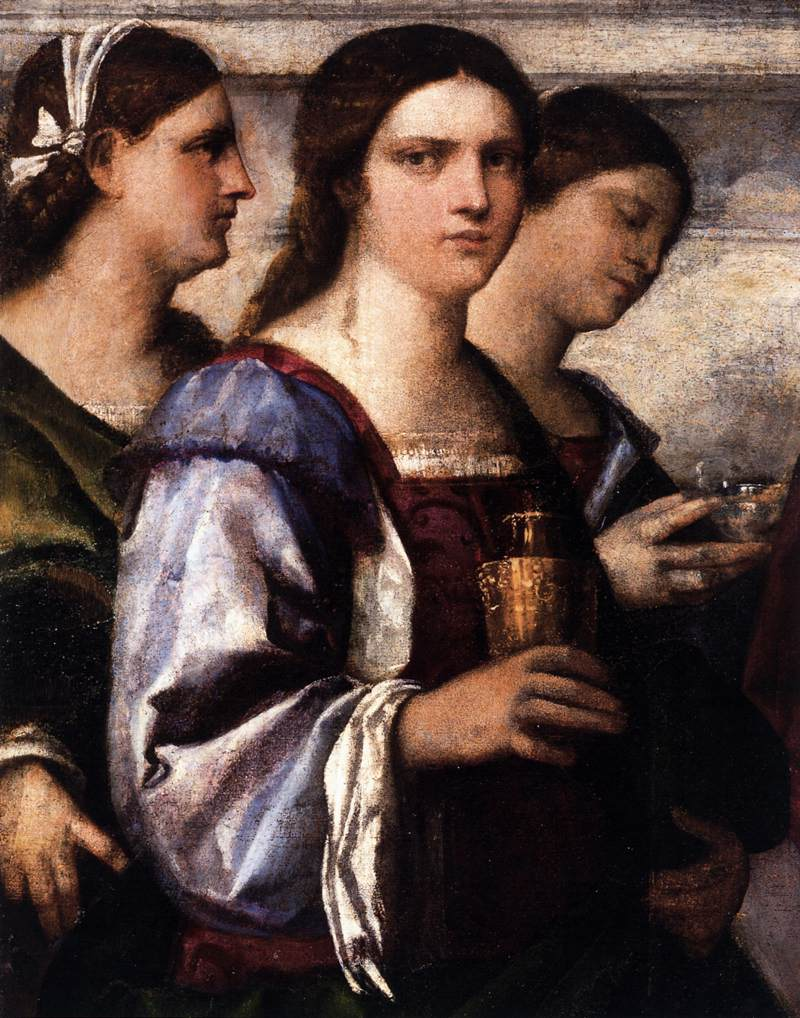
Pala di San Giovanni Crisostomo (dettaglio)